# Lower Burrell, Pennsylvania
Lower Burrell là một thành phố thuộc quận Westmoreland, tiểu bang Pennsylvania, Hoa Kỳ. Năm 2010, dân số của thành phố này là 11761 người.